# 投币取巧
《投币取巧》是由BrandThink Cinema制作，演员提顶·玛哈由踏纳、娜琳雅·君梦坤沛、忖拉透·倥音涌主演的泰国网络剧，2023年11月2日起在Amazon Prime Video率先播出。

## 演员阵容
- 提顶·玛哈由踏纳 饰演 Bank
- 娜琳雅·君梦坤沛 饰演 Jane
- 忖拉透·倥音涌 饰演 Get
- 克劳迪娅·查可拉班杜·那·阿育他亚
- 塔纳瓦特·斯里瓦塔纳功